# Cortes de Cuéllar (1455)
Las Cortes de Cuéllar de 1455 fueron una asamblea de las Cortes de Castilla celebrada en la villa de Cuéllar (Segovia) en el año 1455, siendo las primeras cortes convocadas por Enrique IV de Castilla tras su proclamación como nuevo rey de Castilla a la muerte de su padre Juan II de Castilla, ocurrida en Valladolid a 22 de julio de 1454. El hecho de que el nuevo rey eligiera la villa de Cuéllar como lugar de celebración de sus primeras Cortes viene precedido por la particular predilección que el monarca mostró durante toda su vida por la ciudad de Segovia y por su provincia, especialmente Cuéllar, un territorio valioso por su situación y apreciado por el rey, de tal manera que la terminaría comprando a su hermanastra Isabel la Católica para entregársela a su valido Beltrán de la Cueva en 1464.
No se conserva el cuaderno de estas Cortes, pero quedaron reflejadas en la crónica del rey escrita por Diego Enríquez del Castillo; en ella se narra el transcurso, debates y medidas de las mismas, en las que destaca la decisión de lanzar una ofensiva contra el Reino nazarí de Granada, pronunciando el rey un discurso acerca de la guerra al estilo clásico:

Entre los varones romanos siempre fue la paz más peligrosa que la guerra, porque con ella puestos en ociosidad se dieron más a los deleites que al exercicio de las armas, y procurando sus particulares intereses, menospreciaron la fama, pospusieron el bien de la patria común, e perdieron el señorío universal del mundo, que como industriosos guerreros alcanzaron e poseyeron. Mientras les tuvo la guerra fueron siempre virtuosos, señorearon la monarquía, vencieron sus enemigos, sostuvieron la república, multiplicaron el bien de ella, e quedaron renombrados. Pues si tantos y tales bienes suelen nascer de la guerra, justa cosa e muy necesaria es que nosotros los católicos como verdaderos christianos la queramos emprender, porque con ella desechando los vicios e tomando las virtudes, destruyamos los enemigos que persiguen nuestra fe, peleemos contra los moros que usurpan nuestra tierra, tomada por gran traición a aquellos que ge la dieron. Para lo qual tres cosas señaladas son las que nos ayudan: la primera que nos mueve justa causa; la segunda que tenemos clara justicia; la tercera, que nuestro propósito es sancto y el celo de Dios nos guía, cuya causa es la que se hace. Así que guerreando contra ellos, nosotros pelearemos por la verdad y ellos por la mentira; nosotros por glorificar a Dios, los otros por ofenderle. Por donde espero en la infinita bondad de nuestro redentor que nos dará vencimiento de ellos tal, e de tal manera, que tornaremos con honra, e recobraremos lo que nuestros antepasados perdieron.
Nieto Soria, 2006, pág. 288.

El encargado de responder al discurso del rey en nombre de los caballeros asistentes fue Íñigo López de Mendoza, marqués de Santillana. Conocida la campaña decidida en Cuéllar, el papa Calixto III bendijo un sombrero y una espada que hizo llegar al rey como presente.